# Mezia includens
Mezia includens là một loài thực vật có hoa trong họ Malpighiaceae. Loài này được (Benth.) Cuatrec. mô tả khoa học đầu tiên năm 1958.